# Luca Flores
Luca Alex Flores (* 20. Oktober 1956 in Palermo; † 29. März 1995 in Montevarchi) war ein italienischer Jazzmusiker (Piano, Komposition).

## Leben und Wirken
Flores begann im Alter von fünf Jahren mit dem Klavierspiel. Nach achtjährigem Aufenthalt in Mosambik kehrte er in seiner Jugend mit der Familie nach Italien zurück, wo er bis 1971 am Konservatorium in Florenz klassisches Klavier studierte. Später nahm er Unterricht bei Jazzmusikern wie Enrico Pieranunzi und Franco D’Andrea.
Ab 1974 spielte Flores Jazz, bald mit einem eigenen Quintett und später mit seinem Trio. 1984 begleitete er Tiziana Ghiglioni, mit der das Album Streams entstand. Mit dem Schlagzeuger Gianni Cazzola leitete er von 1986 bis 1988 das Matt Jazz Quintet, das mit mehreren Alben dokumentiert ist. Danach arbeitete er mit Gianni Basso, Claudio Fasoli, Enrico Rava, Lee Konitz, Dave Holland, Bobby Watson, Barbara Casini und Chet Baker, mit dem er dessen letzte Quartettaufnahmen einspielte. Er trat in ganz Europa auf. 1990 erschien sein Trio-Album Sounds and Shades of Sound.
Flores war ein lyrischer Spieler mit leichtem Anschlag und zurückhaltender Phrasierung, die weitgehend vom Modal Jazz beeinflusst war. In den frühen 1990er Jahren wurden seine Kompositionen dramatischer, seine Arrangements phantasievoller und seine Soli fokussierter, wie auf dem Album Love for Sale zu hören ist, zu dem er 1991 David Murray einlud. Das Album For Those I Never Knew, seine letzten Aufnahme als unbegleiteter Solist, stellt laut Grove Music sein Meisterwerk dar, was sowohl die Tiefe des Gefühls und die Konzentration als auch die Freiheit der Form betrifft. Er galt auch als begabter Arrangeur für Combojazz. 
Zudem unterrichtete Flores in Florenz und Siena; zu seinen Schülern gehört Stefano Bollani. Er wählte 1995 den Freitod.
2007 kam der biographische Spielfilm Piano, Solo  von Riccardo Milani, in dem Kim Rossi Stuart Flores darstellte, ins Kino. Nach ihm war der Wettbewerb Italian Jazz Awards benannt, der seit 2006 durchgeführt wurde.

## Diskographische Hinweise
- Matt Jazz Quintet: Sharp Blues (Splasc(h) Records 1986, mit Maurizio Caldura Nuñez, Alessandro Di Puccio, Marco Vaggi)
- Bruno Marini / Luca Flores: Riddles (Splasc(h) Records 1986)
- Matt Jazz Quintet & Guests: Where Extremes Meet (Splasc(h) Records 1989)
- Luca Flores Trio: Sounds and Shades of Sound (Splasc(h) Records 1990, mit Lello Pareti, Piero Borri)
- Love for Sale - Luca Alex Flores - (Splasc(h) Records 1993, mit David Murray, Riccardo Del Fra, Giulio Capiozz)
- For Those I Never Knew (Splasc(h) Records 1995)
- Matt Jazz Quintet: Trescore Cremasco (1984) & Siena (1985) (Splasc(h) Records 2003)
- Concerto registrato a Firenze, 4/11/1994 (Sony-BMG 2007)
- Innocence (AUAND 2019, rec. 1994/95)